# Izraelska naselja
Izraelska naselja na okupiranim područjima (hebrejski התנחלות), znana jednostavno i kao Izraelska naselja su židovske civilne nastambe i zajednice izgrađene na zemlji koje je Izrael osvojio od Jordana, Egipta i Sirije tijekom Šestodnevnog rata 1967. Takva naselja danas postoje na Zapadnoj obali, istočnom Jeruzalemu i Golanskoj visoravni. Naselja na Zapadnoj obali i istočnom Jeruzalemu su izgrađena na području predložene buduće palestinske države. Opća skupština Ujedinjenih naroda predložila je 1947. rezolucijom 181 podjelu britanskog mandata Palestine na dvije države, Izrael i arapsku Palestinu, ali to nikada nije provedeno pošto je cijelo područje 1967. zauzeo Izrael. Naselja su postojala i na Sinaju i Gazi sve dok ih Izrael nije evakuirao: 1979. iz Sinaja nakon mirovnog sporazuma s Egiptom te jednostranim povlačenjem 7.000 židovskih doseljenika iz Gaze 2005. Izrael je rastavio 18 naselja na Sinaju do 1982., te svih 21 u Gazi i četiri na Zapadnoj obali 2005., ali je nastavio širiti naselja na područjima Zapadne obale usprkos sporazumu iz Osla, prema kojem nijedna strana neće poduzeti korake za mijenjanja statusa Zapadne obale ili Gaze prije završetka pregovora.
Međunarodna zajednica smatra tu politiku naseljavanja okupiranih područja nezakonitom. Izraelska naselja u istočnom Jeruzalemu i Golanu, područja koja je Izrael i službeno anketirao, se također smatraju nezakonitima. Ujedinjeni narodi su u nekoliko navrata naveli kako je izraelska izgradnja židovskih naselja na palestinskim područjima kršenje četvrte Ženevske konvencije.
Međunarodni sud pravde (MSP) također naziva naselja izvan Izraela nezakonitim, a nijedna strana vlada ne podupire takvu izraelsku politiku.,  Glavni tajnik UN-a Ban Ki-mun, kao odgovor na izraelske najave o legalizaciji naselja izvan svojih granica, je ponovio da su ta doseljavanja nezakonita te da time krši načela prethodnih dogovora. Slične kritike su poslali i EU i SAD.
Izrael osporava poziciju međunarodne zajednice i pravne dokumente prema kojima su takva naselja izvan njegovih granica nezakonita, navodeći da se naselja grade na zemljištu nejasnog pravnog statusa. Izraelski sudovi su znali presuditi da židovska naselja na privatnom palestinskom vlasništvu moraju biti uklonjena, ali su takve odluke rijetko provedene u stvarnosti. Od 1990-ih, broj židovskih doseljenika na palestinskom teritoriju u Zapadnoj obali se utrostručio, te time i promijenio dio etničkog sastava tog područja, koje ima 2,5 milijuna Palestinaca.
2010. godine, 327.750 izraelskih državljana je živjelo na 121 službeno priznatom naselju na Zapadnoj obali, 192.000 je živjelo u istočnom Jeruzalemu a preko 20.000 je živjelo na Golanu. Ta naselja su različita, od običnih farmi i graničnih sela do proširenih urbanih četvrti. Tri najveća naselja - Modi'in Illit, Maale Adumim i Betar Illit - su stekla status grada, pošto svaka ima preko 30.000 žitelja. BBC navodi da je 2012. bilo preko pola milijuna izraelskih doseljenika na Zapadnoj obali, koji, prema studiji Oxfam, iako čine tek 13 % stanovništva, kontroliraju 86 % zemlje, dok Palestinci kontroliraju tek 6 %.
Izraelska politika prema tim naseljima je promjenjiva: katkad ih je javno promovirala, a katkad uklanjala silom. Posljednje naselje na Zapadnoj obali izraelska vlada odobrila je 1999. Nastavak širenja naselja i predstraža uz pomoć Izraela Palestinci često navode kao jednu od glavnih prepreka postizanja mirovnog sporazuma radi rješavanja Bliskoistočnog sukoba ali i treće strane, poput UN-a, Rusije, Britanije, EU-a, i SAD-a.
- Tunel i most koji povezuje jeruzalemsku čevrt Gilo s naseljem Gush Etzion na Zapadnoj obali
- Napušteno židovsko naselje Gush Katif, na obali Gaze
- Evakuacija izraelskih doseljenika iz naselja Yamit, na sjeveroistoku Sinaja, 1982.
- Ariel, veće naselje na Zapadnoj obali
- Izgradnja nove zgrade u naselju Ni'lin
- Naselje Hemdat, duboko unutar Zapadne obale, u dolini Jordana

## Vanjske poveznice
- Interkativna karta na Guardianu
- Monitoring izraelskih aktivnosti kolonizacije